# 埃贝耶岛
埃贝耶岛（英語：Ebeye）是馬紹爾群島瓜加林環礁中最大的岛屿，位于拉利克礁鏈中部，面积32.4公顷，人口超过15,000，半数以上人口未满18岁。
部分居民原住在瓜家林島嶼上，因美軍租借軍事使用而移居至此。